# Norma Koch
Norma Koch (27 marzo 1898 – 29 luglio 1979) è stata una costumista statunitense.

## Biografia
Ha vinto un Premio Oscar per il film Che fine ha fatto Baby Jane? nella categoria Oscar ai migliori costumi nel 1962.
Ha ottenuto altre due nomination; nel 1964 per il film Piano... piano, dolce Carlotta e nel 1972 per il film La signora del blues.

## Filmografia parziale
- Violenza (The Gangster), regia di Gordon Wiles (1947)
- Gli invasori spaziali (Invaders from Mars), regia di William Cameron Menzies (1953)
- Vera Cruz, regia di Robert Aldrich (1954)
- Marty, vita di un timido (Marty), regia di Delbert Mann (1955)
- Sayonara, regia di Joshua Logan (1957)
- Che fine ha fatto Baby Jane? (What Ever Happened to Baby Jane?), regia di Robert Aldrich (1962)
- Taras il magnifico (Taras Bulba), regia di J. Lee Thompson (1962)
- Piano... piano, dolce Carlotta (Hush... Hush, Sweet Charlotte), regia di Robert Aldrich (1964)
- Il volo della fenice (The Flight of the Phoenix), regia di Robert Aldrich (1965)
- La signora del blues (Lady Sings the Blues), regia di Sidney J. Furie (1972)